# Porphyrinia viridula
Porphyrinia viridula är en fjärilsart som beskrevs av Achille Guenée 1841. Porphyrinia viridula ingår i släktet Porphyrinia och familjen nattflyn. Inga underarter finns listade i Catalogue of Life.